# アラブ国家連合

アラブ国家連合
الدول العربية المتحدة

アラブ国家連合（アラブこっかれんごう、英: United Arab States）は、1958年から1961年にかけて存在した汎アラブ主義の国家連合。
1958年3月8日、アラブ連合共和国（エジプトとシリアが合同）とイエメン王国（北イエメン）によって結成されたが、1961年12月30日、に解消された
「アラブ首長国」とも言われるが、アラブ首長国連邦と混同するためこの呼び方は普通はされない。

## 結成
1958年2月22日、エジプトとシリアが合邦し、アラブ連合共和国が成立した。これが成立した理由の一つが両国とも汎アラブ主義だったことである。そして3月8日に同じ汎アラブ主義であったイエメン王国が合流し、結成された。
この連合は非常に緩やかであり、またイエメン王国は独立した主権国家であった。「アラブ国家連合」は、アラブ連合共和国とイエメン王国を統一した国家としては扱われないことが多い。
一方、エジプトとシリアに挟まれたヨルダンは、アラブ連合共和国の結成に対抗するため、1958年2月14日にイラク王国とアラブ連邦を結成した。しかしイラク王国で起きた7月14日革命で王国が倒されたために、アラブ連邦は8月2日に崩壊した。ヨルダンとアラブ連合共和国の関係は緊張状態だったが、イエメン王国にはあまり影響はなかった。

## 崩壊
1961年12月30日、シリアの脱退によってアラブ連合共和国は崩壊した。これによりアラブ国家連合も解消された
アラブ連合共和国は1963年に再建のための協議が行われたが、協議を行ったのはエジプトとシリアとイラク（バアス党政権）の3か国であった。イエメン王国では1962年に王制が打倒され、イエメン・アラブ共和国が成立したが、内戦が行われており、再建協議には呼ばれなかった。結局、再建協議も不調に終わり、この連合とアラブ連合共和国は再建されなかった。